# 裸首梳唇隆頭魚
裸首梳唇隆頭魚，為輻鰭魚綱鱸形目隆頭魚亞目隆頭魚科的其中一種，被IUCN列為易危保育類動物，分布於西大西洋區，從加拿大新斯科細亞省至美國南卡羅來納州海域，棲息深度1-75公尺，體長可達91公分，棲息在沿海岩石海域，雄魚具領域性，屬肉食性，以貝類、腹足類、甲殼類等為食，生活習性不明，可作為食用魚及觀賞魚。